# Nanga Parbat
Der Nanga Parbat, auch als Diamir bekannt, ist ein Achttausender im Westhimalaya und mit 8125 m Höhe der neunthöchste Berg der Erde. Er liegt in Gilgit-Baltistan, dem früher als Northern Areas bezeichneten pakistanischen Teil der umstrittenen Region Kaschmir. Der Nanga Parbat ging als „Schicksalsberg der Deutschen“ in die Geschichte ein. Durch die Plattenkollision zwischen der eurasischen und der indischen Kontinentalplatte wächst er um 7 mm pro Jahr und ist somit der am schnellsten wachsende Berg der Welt.
Der Name Nanga Parbat (Urdu ننگا پربت) geht über Hindi zurück auf Sanskrit nagna-parvata ‚nackter Berg‘. Der Name Diamir bedeutet ‚König der Berge‘. Aufgrund der hohen Zahl an verunglückten Bergsteigern wird der Nanga Parbat vor Ort auch „Killer Mountain“ genannt (siehe Balkendiagramm weiter unten).

## Geographie
Am Ende des westlichen Himalaya im nördlichen, pakistanisch kontrollierten Teil von Kaschmir gelegen, ist er die größte sichtbare, freistehende Massenerhebung der Erde. Der Höhenunterschied zum 25 km entfernten Industal (und Karakorum Highway) beträgt etwa 7000 m. Die gegen Süden gelegene Wand (Rupal-Flanke) ist mit 4500 m die höchste Gebirgswand der Erde. Der Berg besteht hauptsächlich aus Graniten und Gneisen. Je nach Wetterbeschaffenheit wird er auch als der Berg der Blaue bezeichnet. Klimatisch ist er in eine thermische Doppelzone eingebettet.

### Gipfel des Nanga Parbat
| Gipfel                                | Höhe (m) |
| ------------------------------------- | -------- |
| Nanga Parbat                          | 8125     |
| Nanga Parbat Schulter (Nordschulter)  | 8070     |
| Nanga Parbat Südgipfel (Südschulter)  | 8042     |
| Nanga Parbat Vorgipfel                | 7910     |
| (unbenannt)                           | 7816     |
| Nanga Parbat Nordgipfel II            | 7785     |
| Nanga Parbat Silberzacken (Ostgipfel) | 7597     |
| Nanga Parbat Nordostgipfel            | 7530     |
| Rakhiot Peak                          | 7070     |

## Besteigungsgeschichte

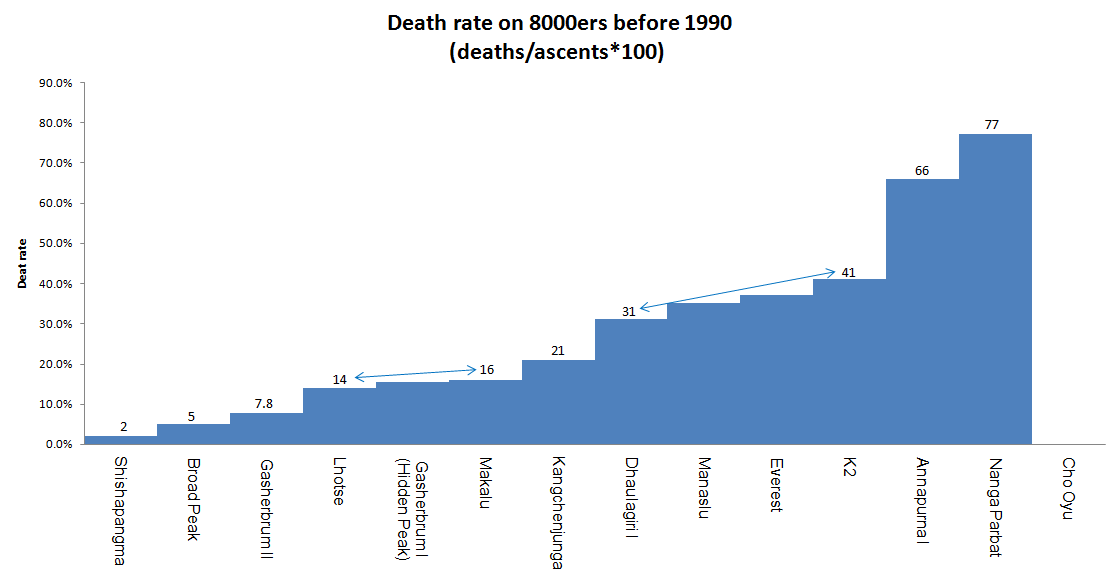
„Killer Mountain“: Die Todesrate des Nanga Parbat bis 1990 ist mit 77 Prozent die höchste aller Achttausender (Todesrate = Anteil verunglückter Bergsteiger zur Gesamtanzahl derer, die den Berg in Angriff genommen haben).

Der Nanga Parbat gilt unter Alpinisten als einer der anspruchsvollsten Achttausender und mithin als einer der am schwierigsten zu besteigenden Berge der Erde. Im Gegensatz zum Mount Everest sind selbst auf der konventionellen, „einfachen“ Normalroute (Kinshofer-Route) extrem lawinen- und steinschlaggefährdete Steilhänge zu durchqueren. Bis Ende 2009 gab es 326 erfolgreiche Besteigungen, darunter 22 Frauen, und vier Bergsteiger, die zum zweiten Mal auf dem Gipfel standen. Dem stehen 68 Todesfälle gegenüber. Die Wahrscheinlichkeit, am Nanga Parbat ums Leben zu kommen, ist statistisch somit höher als am Mount Everest.

### Erster Besteigungsversuch
Den ersten Besteigungsversuch des Berges unternahm 1895 der damals beste Kletterer Großbritanniens, Albert F. Mummery. Mummery war ein erfahrener Bergsteiger und hatte schon einen sehr schwierigen Riss am Grépon (Mummeryriss) erklettert und das Matterhorn als Erster über den Zmuttgrat bestiegen. Er bewältigte die Diamirseite des Berges nachweislich bis zu einer Höhe von ca. 6600 Metern und blieb dann verschollen. Er gilt daher als der erste Bergsteiger, der bei einem Besteigungsversuch am Nanga Parbat ums Leben kam. Zugleich markiert seine Unternehmung den Beginn des ernsthaften Bergsteigens an Achttausendern.

### 1930er-Jahre: „Schicksalsberg der Deutschen“

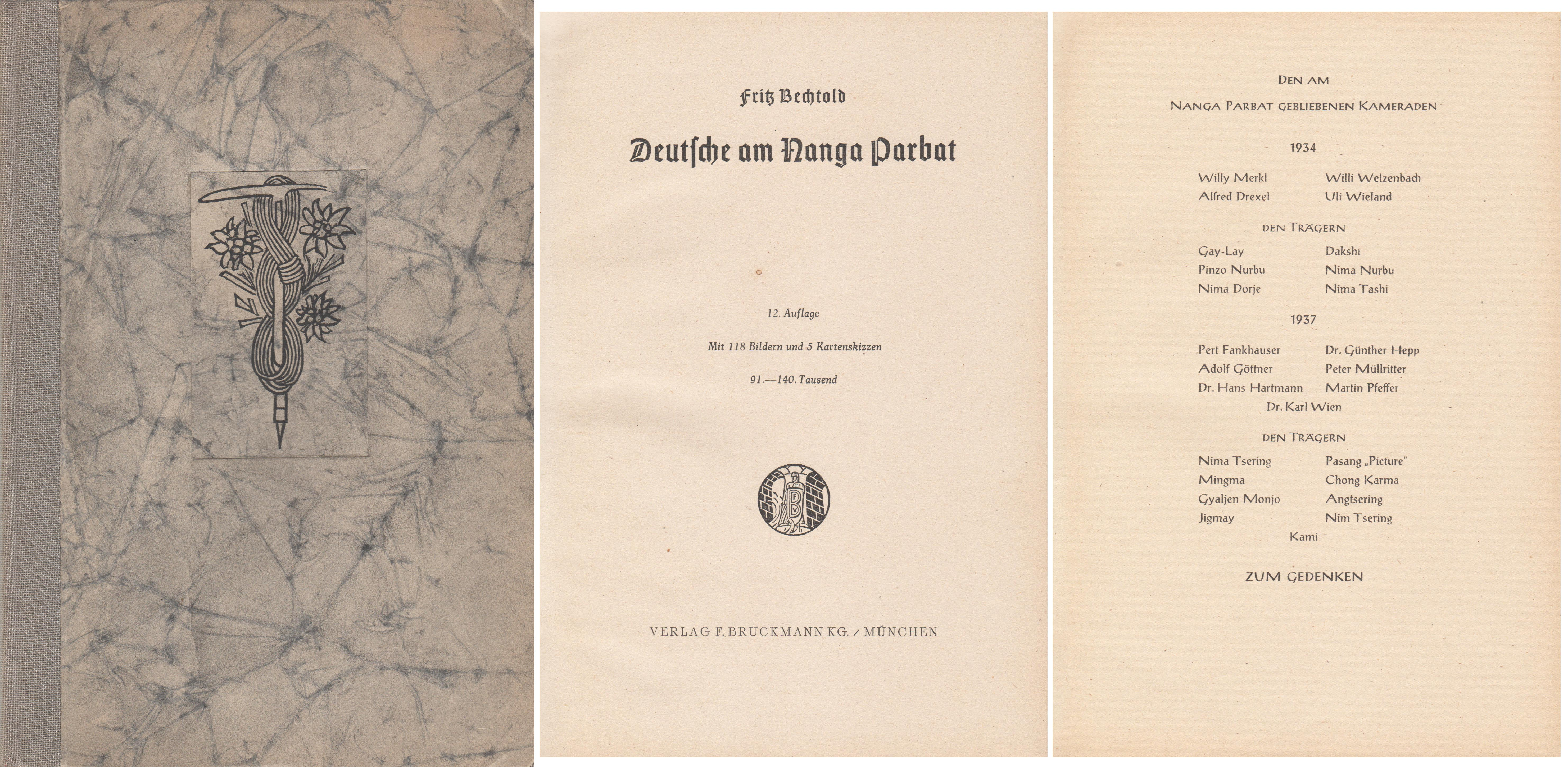
Deutsche am Nanga Parbat von Fritz Bechtold

Am Anfang der 1930er-Jahre, während der Weltwirtschaftskrise, wurden im Deutschen Reich in Rückgriff auf eine lange Geschichte im alpinen Bergsport die Bemühungen, mit Erstersteigungen im Himalaya sportlichen Ruhm zu erzielen, erheblich gesteigert. Da das Gebiet des Himalaya jedoch unter britischer Hoheit stand, konnten die britischen Behörden den deutschen Expeditionen den Zugang verwehren. Das Ziel der deutschen Anstrengungen wurde daraufhin der am westlichsten gelegene Achttausender – der Nanga Parbat. Der Nanga Parbat galt als „deutscher“ Gipfel im Himalaya neben dem „englischen“ Mount Everest, dem „italienischen“ K2 und der „französischen“ Annapurna. 
In den 1930er-Jahren fiel ein Großteil der deutschen Himalaya-Bergsteigerelite dem Berg zum Opfer. Zunächst scheiterte die Deutsch-Amerikanische Himalaya-Expedition 1932 unter der Leitung von Willy Merkl mit einem Ersteigungsversuch. Während der zwei Jahre später folgenden, großangelegten Deutschen Nanga-Parbat-Expedition 1934, bei der die Österreicher Erwin Schneider und Peter Aschenbrenner eine Höhe von 7895 m erreichten, starb zunächst Alfred Drexel beim Aufbau der Lager an einem Lungenödem. Später kamen Willy Merkl, wiederum Expeditionsleiter, und die schon vorher einer breiten Öffentlichkeit bekannten deutschen Bergsteiger Willo Welzenbach und Uli Wieland sowie mehrere Sherpas am Südostgrat des Berges auf über 7000 m Höhe im Schneesturm ums Leben. Diese Tragödie hatte zur Folge, dass der Nanga Parbat durch die von den Nationalsozialisten gleichgeschaltete Presse zum „Schicksalsberg der Deutschen“ ausgerufen wurde.
Im Jahr 1936 wurde die Deutsche Himalaja-Stiftung gegründet. Ziele dieser Organisation waren die Beschaffung von Geldmitteln, der Aufbau von Wissen sowie die Sammlung alpinistischer Energien zur Erforschung des Himalaya, insbesondere der Erstbesteigung des Nanga Parbat.
Die von Karl Wien angeführte große Deutsche Nanga-Parbat-Expedition 1937 hatte zum Ziel, das Bergsteiger-Drama vom Vorjahr aufzuarbeiten. Die Besteigung folgte der bereits klassischen Route, hatte aber wieder mit erheblichen Schneefällen zu kämpfen und konnte sich dennoch bis ins Lager IV unter der Rakhiot-Flanke vorarbeiten, das am 14. Juni besetzt wurde. In der Nacht vom 14. auf den 15. Juni fegte eine gewaltige Lawine durch das Hochlager und begrub neben Wien auch Hartmann, Fanghauser, Müllritter, Sepp, Göttner und Pfeffer sowie neun Träger.
Eilig wurde eine Bergungsexpedition organisiert – nun bereits die 4. Expedition der Deutschen an diesen Berg. Paul Bauer, Karl von Kraus und Fritz Bechtold, die schon einen Monat später zwischen dem 18. und 21. Juli 1937 das weggefegte Lager IV erreichten, brachten Gewissheit. Bei den Toten fand man die Tagebücher, die Einzelne bis zum letzten Tag geführt hatten.
Die darauffolgende neu konzipierte 5. Expedition im Jahr 1938 erreichte nicht die Höhe von 1934, dafür wurden die Leichen von Willy Merkl und des Sherpas Gay-Lay gefunden. Letzterer war trotz der Möglichkeit, abzusteigen, bei Willy Merkl geblieben, was von der NS-Propaganda als heroische Opferbereitschaft bis in den Tod dargestellt wurde.
Im Sommer 1939 erfolgte eine neuerliche deutsche Erkundungsexpedition zur Nordwestseite (Diamir-Flanke) des Berges. Da während der Rückreise der Mannschaft der Zweite Weltkrieg ausbrach, wurden die Teilnehmer (unter anderem die Österreicher Peter Aufschnaiter und Heinrich Harrer) interniert, weil sie sich in Indien und mithin auf britischem Territorium befanden. Das folgende Schicksal Heinrich Harrers und Peter Aufschnaiters wird in Harrers weltberühmt gewordenem Buch Sieben Jahre in Tibet (verfilmt 1997) beschrieben.

### Erstbesteigung 1953

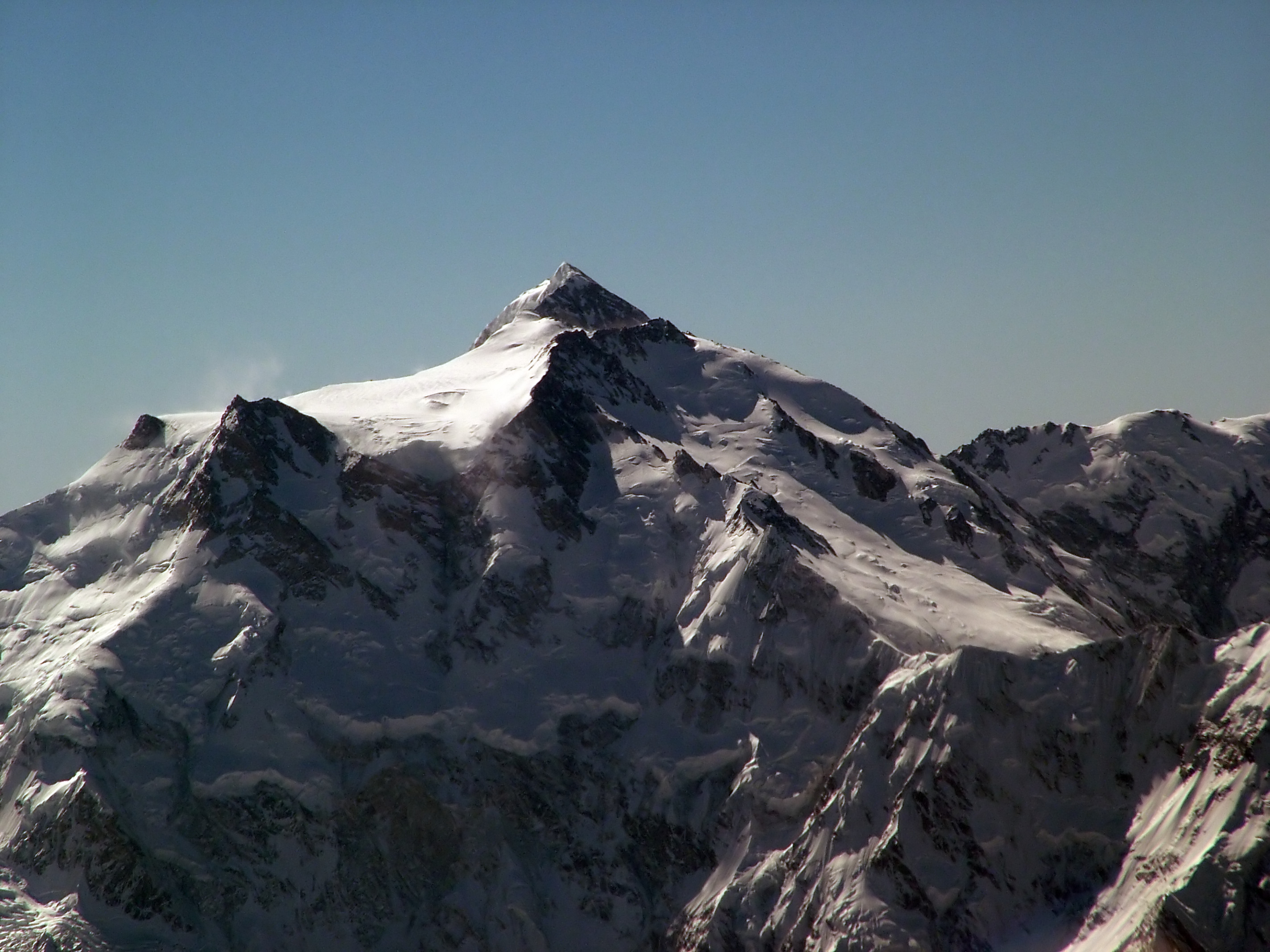
Der obere Teil der Rakhiot-Wand mit dem darüberliegenden Silberplateau (links) und dem Hauptgipfel

Nach dem Ende des Zweiten Weltkriegs übernahm 1953 Karl Herrligkoffer, der Halbbruder Willy Merkls, die Leitung einer neuen Expedition zum Berg. Nachdem bis dahin 31 Menschen am Berg gestorben waren, gelang am 3. Juli 1953 schließlich dem Tiroler Hermann Buhl bei dieser Expedition die Erstbesteigung des Nanga Parbat bei außergewöhnlich günstigen Witterungsbedingungen.
Buhl startete vom letzten Lager auf knapp 6900 m Höhe seinen Aufstieg zum Gipfel und erreichte diesen ohne Verwendung einer Sauerstoffflasche, aber nach Einnahme von Pervitin, in einem damals für unmöglich gehaltenen 41-stündigen Alleingang. Seine Besteigung wurde innerhalb der damaligen Mannschaft und vor allem von Expeditionsleiter Herrligkoffer nur widerwillig gewürdigt, weil Buhl sich nicht an alle Vorgaben der Expeditionsleitung gehalten hatte, sondern im entscheidenden Moment entgegengesetzte Entscheidungen getroffen hatte, die zum Erfolg führten.

### 1960er und 1970er Jahre
Im Jahr 1962 durchstiegen die Bayern Toni Kinshofer (1934–1964), Siegfried Löw (1933–1962) und Anderl Mannhardt (* 1939) erstmals die Diamir-Flanke. Dies war die zweite Besteigung des Nanga-Parbat. Kinshofer und Mannhardt erlitten schwerste Erfrierungen und Löw stürzte beim Abstieg tödlich ab. Der Aufstieg über die Diamir-Flanke war die erste Neuroute an einem Achttausender. Zu einer Zeit, als noch nicht alle 14 Achttausender (erst)bestiegen waren, erregte diese Leistung große internationale Aufmerksamkeit. Expeditionsleiter war wieder Karl Herrligkoffer, der zwischen 1953 und 1975 insgesamt acht Expeditionen zum Berg leitete.

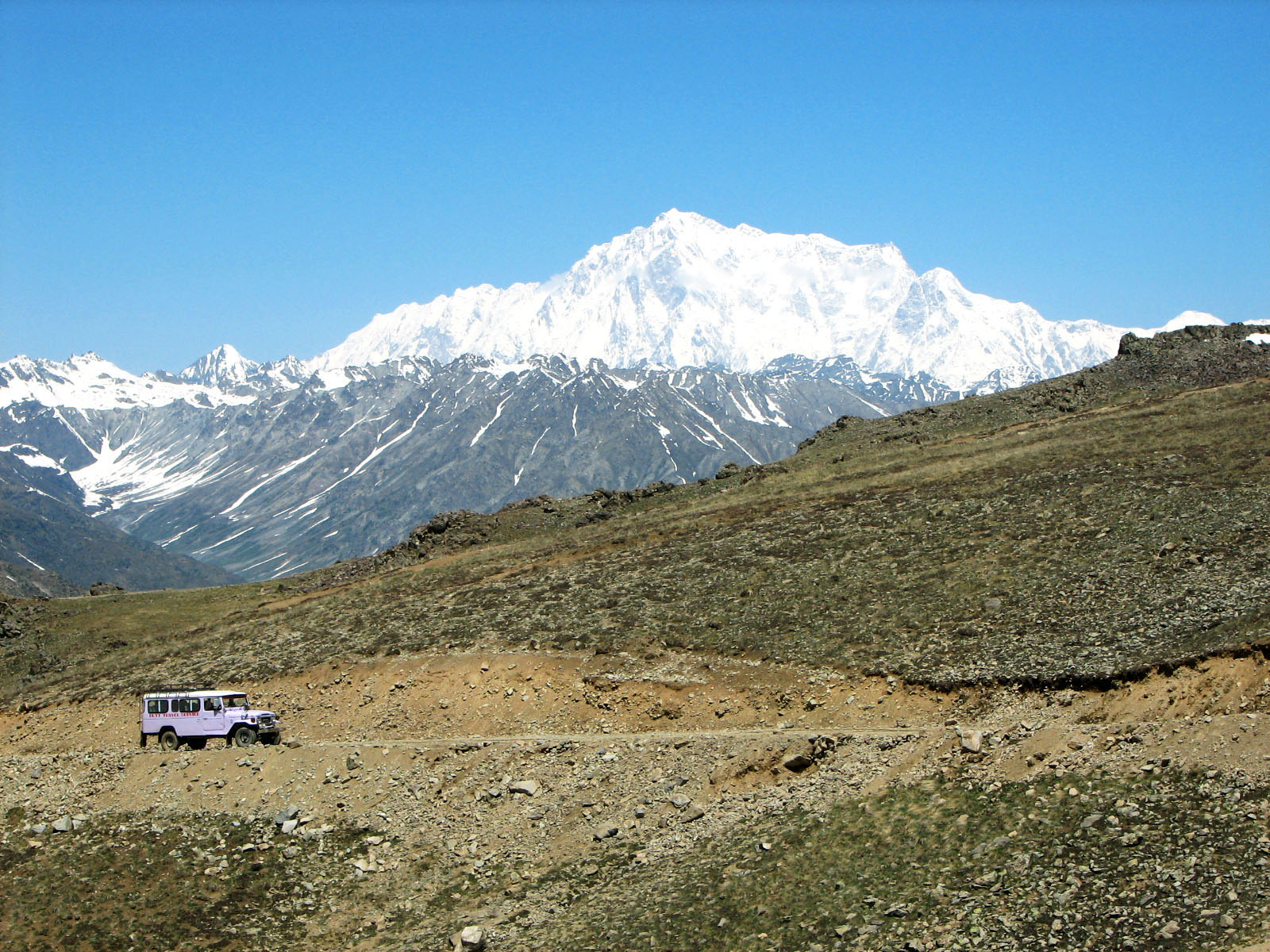
Südwand des Nanga Parbat vom Deosai-Plateau aus gesehen

Die Südtiroler Brüder Günther und Reinhold Messner durchkletterten 1970 zum ersten Mal die gesamte, äußerst schwierige Rupal-Wand (Südwand), die höchste Steilwand der Erde. Sie entschieden, über die Diamirwand auf der Westseite abzusteigen. Damit gelang die erste Überschreitung des Nanga Parbat – und nach dem Mount Everest 1963 erst die zweite Überschreitung eines Achttausenders überhaupt. Beim Abstieg kam Günther Messner ums Leben, wobei Zeitpunkt und Todesursache nicht geklärt sind.
Einen Tag später durchstiegen der Tiroler Felix Kuen und der Bayer Peter Scholz ebenfalls den obersten Teil der Rupal-Wand und stiegen über dieselbe Wand wieder ab.
1971 gelang einer tschechoslowakischen Mannschaft die bislang einzige Wiederholung der Buhlroute. Ivan Fiala und Michal Orolin erreichten den Gipfel am 11. Juli 1971. Ihren Teamkameraden Jozef Psotka, Arno Puškáš und Ivan Urbanovič gelang am selben Tag die Erstbesteigung des Südostgipfels und des Vorgipfels.
Im Jahr 1976 wurde der oberste Teil des Mazeno-Grats von den Österreichern Hanns Schell, Robert Schauer, Hilmar Sturm und Siegfried Gimpel erstbegangen.
Zwei Jahre später gelang Reinhold Messner eine erneute Besteigung, wobei er als erster Mensch überhaupt einen Achttausender von der Basis bis zum Gipfel im Alleingang bewältigte. Er erreichte den Gipfel nach drei Tagen Aufstieg am Nachmittag des 9. August 1978. Er beging dabei sowohl im Auf- sowie im Abstieg eine neue Route in der Diamirflanke. Seine Aufstiegsroute wurde bis heute (2016?) niemals wiederholt.

### 1980er- und 1990er-Jahre

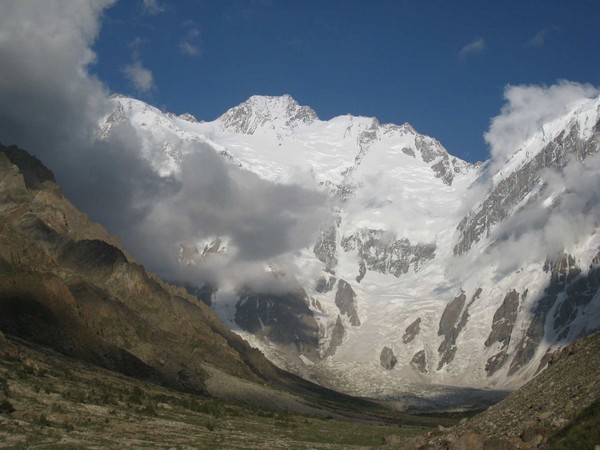
Diamirflanke des Nanga Parbat

Einer erneuten Herrligkoffer-Expedition zur Rupalwand gelang 1982 die komplette Durchsteigung des Südostpfeilers. Der Schweizer Ueli Bühler erreichte als erster Mensch den Südgipfel (8042 m), an dem die beiden Seilschaften von 1970 vorbei geklettert waren, stieg aber dann nicht weiter bis zum Hauptgipfel empor.
1984 bestieg die Französin Liliane Barrard als erste Frau den Nanga Parbat. Sie erreichte den Gipfel gemeinsam mit ihrem Ehemann Maurice Barrard. Eine polnisch-mexikanische Seilschaft um Jerzy Kukuczka durchstieg 1985 den Südostpfeiler und erreichte am 13. Juli den Hauptgipfel.
1990 gelang dem Südtiroler Hans Kammerlander zusammen mit seinem Schweizer Partner Diego Wellig die erste Skibefahrung des Nanga Parbat, nachdem sie auf der klassischen Kinshofer-Route durch die Diamirflanke aufgestiegen waren. Vom Nebengipfel, der sogenannten Nordschulter auf 8070 m, fuhren sie in der Nähe der Aufstiegslinie ab, mussten aber einige Male die Ski ablegen und abklettern bzw. abseilen, um Felsstufen oder Blankeispassagen zu überwinden. Sie mussten auf 6100 m eine Biwaknacht einlegen und erreichten am nächsten Tag ihr Basislager wieder.
Im Jahr 1993 wollte Wojciech Kurtyka zusammen mit Doug Scott eine neue Route über den Mazeno-Grat begehen; Scott verletzte sich aber vor dem ersten Besteigungsversuch. Bei einem weiteren Versuch im Jahr 1997, zusammen mit Erhard Loretan, scheiterte er erneut.

### 21. Jahrhundert
2004 gelang den US-Amerikanern Doug Chabot und Steve Swenson die bis dahin weiteste Überschreitung des Mazeno-Grates, ein insgesamt 10 km langer Grat mit einem Dutzend Erhebungen knapp unter und über 7000 Meter, der das Diamir- vom Loiba-Tal trennt im Alpinstil. Sie stiegen in etwa auf Höhe des 5380 Meter hohen Mazeno Passes vom Rupal-Tal auf den Gratverlauf ein und folgten diesem bis zum Mazeno Col, wo die historische Schell-Route einmündet. Dabei gelang ihnen die Erstbegehung des 7120 Meter hohen Mazeno-Peak, der Haupterhebung im langen Kammverlauf. Vor der Gipfelwand mussten sie dann allerdings aus Erschöpfung und wegen Krankheit kapitulieren und stiegen über die Schell-Route ins Rupal-Tal zurück ab.
Im September 2005 eröffneten die Amerikaner Steve House und Vince Anderson eine neue Route in der Rupal-Flanke. Sie starteten mit minimaler Ausrüstung und kletterten im Alpinstil. Vom Basislager zum Gipfel und zurück über die 1970er-Aufstiegsroute zum Basislager benötigten sie nur acht Tage.
Im Juli 2008 gelang dem Extremskifahrer Luis Stitzinger aus Halblech im Allgäu die erste Skibefahrung der zentralen Diamirflanke. In einem 24,5-stündigen Rundtrip stieg er, am Vortag vom Basislager beginnend, allein über die klassische Kinshofer-Route durch die Nacht hindurch auf und fuhr gegen 14:00 Uhr von ca. 300 Meter unterhalb des Gipfels bis zum Gletscherende mit Skiern ab. Dabei näherte er sich in einigen Schlüsselstellen der Solo-Route Reinhold Messners aus dem Jahre 1978, verblieb aber für den Großteil der Skiabfahrt auf einer eigenständigen Linie durch die mit Séracs und Steilabbrüchen übersäte ca. 3500 Meter hohe Diamirflanke. Zuvor hatte er mit seinem Kletterpartner Josef Lunger aus Landsberg am Lech eine Integralbegehung des 10 km langen Mazenograts versucht und hatte nach dem Zustieg über das Loiba-Tal vom Diamirai Peak bis nahe dem Mazeno Col einen Großteil des Gratverlaufs geschafft. Dort mussten die beiden, wie bereits Swenson und Chabot vor ihnen, aus Mangel an Gas und Lebensmitteln nach sieben Klettertagen aufgeben und wieder ins Diamir-Tal absteigen. Am Beginn ihrer Reise hatten die beiden allerdings bereits am 21. Juni 2008 mit einer achtköpfigen Bergsteigergruppe aus Deutschland über die Kinshofer-Route erfolgreich auf dem Gipfel gestanden.
Im Juli 2008 stürzte der Südtiroler Extrembergsteiger Karl Unterkircher in der Rakhiot-Eiswand beim Queren eines Schneefelds in eine Gletscherspalte und starb. Seine beiden Begleiter Simon Kehrer und Walter Nones kletterten weiter bis zum sogenannten Silberplateau und kehrten über die Buhl-Route zurück. Sie wurden am 24. Juli von einem Hubschrauber aus rund 6000 Metern Höhe gerettet.
Im Juli 2009 gelang einem Teil der Expedition unter der Leitung des steirischen Bergretters Gerfried Göschl die Erstbegehung einer neuen Routenvariante in der Diamir-Flanke, der Aufstieg zum Gipfel erfolgte mit den anderen Expeditionsteilnehmern über die Kinshofer-Route. Am 11. Juli kam die 11-fache Achttausender-Besteigerin Go Mi-sun am Nanga Parbat ums Leben.
Im Juli 2012 begingen Sandy Allan und Rick Allen erstmals den kompletten, etwa 10 Kilometer langen Mazeno-Grat.
Am 23. Juni 2013 erschossen Terroristen im Basislager elf Bergsteiger. Zu dem Attentat bekannte sich eine zu den Taliban gehörende Gruppe namens Jundullah, die als Grund für den Anschlag den Tod des Talibanführers Waliur Rehman durch eine US-Drohne angab. Alle weiteren Besteigungen des Berges wurden abgebrochen und die Bergsteiger evakuiert.
Bei ihrem Versuch der Wintererstbesteigung des Berges auf der Diamir-Seite erreichten der Baske Alex Txikon, der Italiener Daniele Nardi und der Pakistani Ali Sadpara eine Höhe von etwa 7850 Metern. Etwa so hoch war vor ihnen auf derselben Route nur der Pole Zbigniew Trzmiel bei seinem Winterversuch 1997 gestiegen. Txikon, Nardi und Sadpara wollten zwar zunächst vom Lager 4 aus einen weiteren Versuch starten. Weil Ali Sadpara aber deutliche Symptome der Höhenkrankheit zeigte, stiegen sie ins Basislager ab.
Am 26. Februar 2016 erfolgte die erste komplette Winterbesteigung des Nanga Parbat durch den Italiener Simone Moro, den Basken Alex Txikon und den Pakistani Ali Sadpara. Die Südtirolerin Tamara Lunger musste kurz vor dem Gipfel umkehren. Die Bergsteiger waren über die Kinshofer-Route aufgestiegen.
Im Januar 2018 stiegen der Pole Tomasz Mackiewicz und die Französin Elisabeth Revol über den Diama-Gletscher auf. Laut Revol erreichten sie den Gipfel. Beim Abstieg wurde Mackiewicz höhenkrank, blieb in 7200 Meter Höhe zurück und starb dort. In einer spektakulären Rettungsaktion wurde Revol gerettet: Denis Urubko und Adam Bielecki, die sich als Mitglieder der polnischen K2-Winterexpedition zeitgleich am zweithöchsten Berg der Welt aufhielten, wurden mit Hubschraubern an den Fuß der Diamir-Flanke gebracht und holten Revol aus etwa 6200 Metern Höhe vom Nanga Parbat.
Am 30. Dezember 2018 im Basislager startend versuchten der Italiener Daniele Nardi und der Brite Tom Ballard, Sohn der britischen Bergsteigerin Alison Hargreaves, eine Wintererstbesteigung. Es war Nardis fünfter Versuch im Winter. Der Kontakt zu den beiden riss am 24. Februar 2019 ab, woraufhin Helikopter der pakistanischen Armee nach ihnen suchten. Am 9. März 2019 fand ein Suchteam ihre Leichen auf etwa 5900 Meter Höhe an der Mummery-Rippe.

## Routen

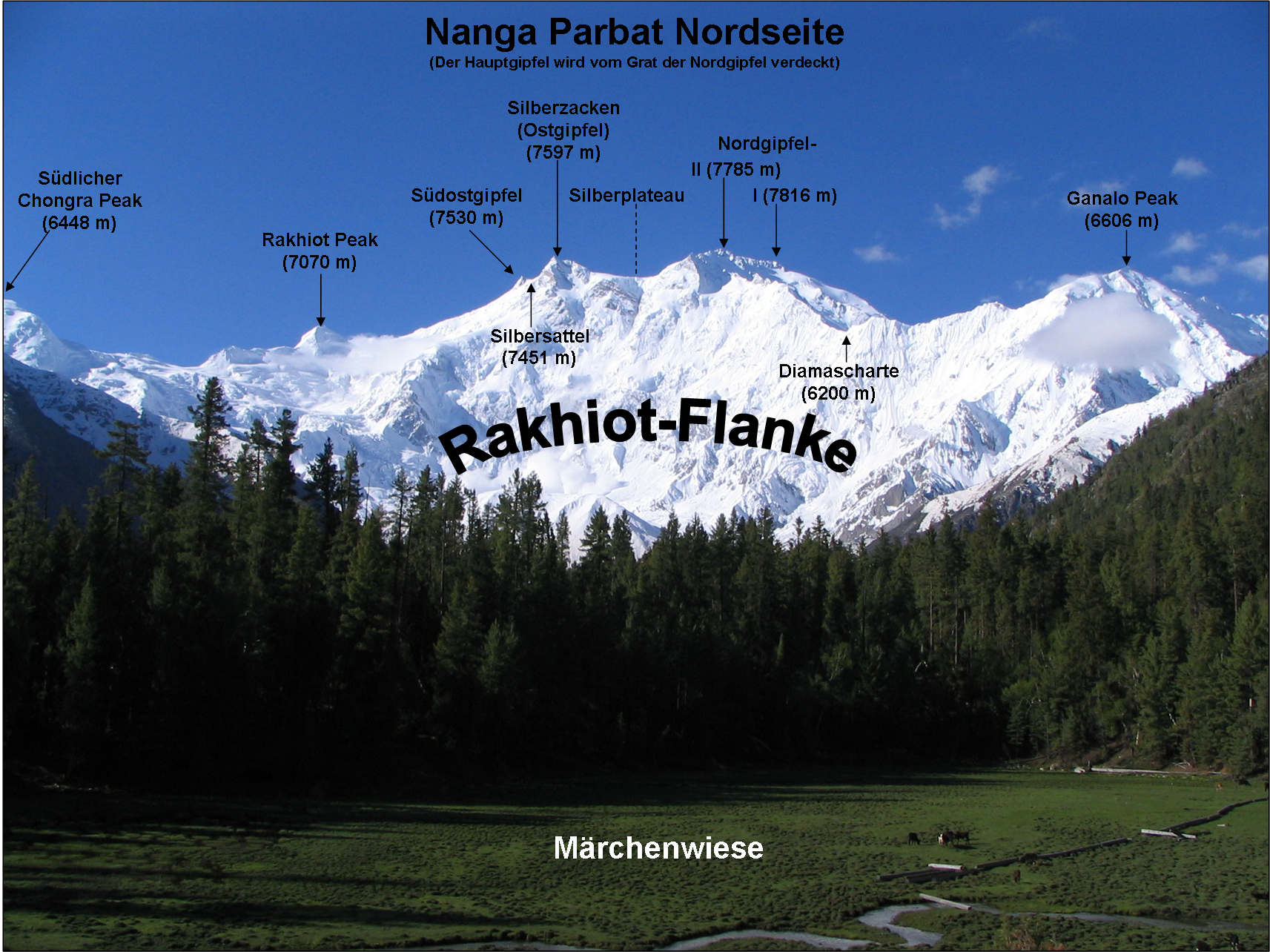
Rakhiotseite des Nanga Parbat, mit dem Nebengipfel des Ganalo rechts

### Rakhiotseite
Die „Buhlroute“ (Buhlweg) von Norden, die bei der Erstbesteigung benutzt wurde, ist die flachste, aber auch längste Route. Hier wird zuerst am Rakhiotgletscher (das Basislager befand sich 1953 auf 3967 m) unterhalb der Nordostwand entlanggegangen, dann zum Ostgrat angestiegen. Kurz vor Erreichen des Grates wird unter dem Rakhiot Peak (7070 m) und Mohrenkopf nach Südwesten gequert, erst danach wird der Ostgrat erreicht, der hinauf zum Silbersattel (7451 m) führt. Von dort geht es über das flache Silberplateau zur Diamirscharte und unterhalb des Vorgipfels (7910 m) die Westwand querend hinab durch die Bazhinscharte (7812 m) zurück zum Grat und über die Nordschulter (8070 m) schließlich zum Gipfel hinauf. Unterhalb der Rakhiot-Flanke befindet sich die Märchenwiese, ein aufgrund seiner atemberaubenden Schönheit berühmtes Basislager.

### Diamirflanke

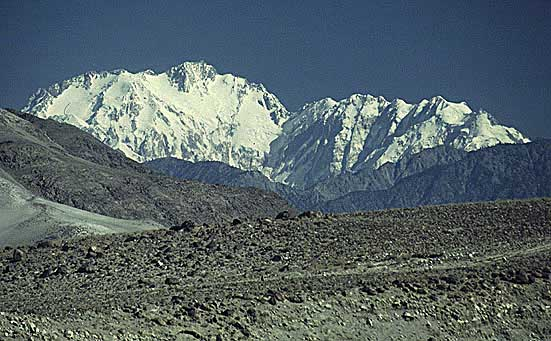
Diamirflanke des Nanga Parbat, rechts der Mazenokamm

#### Kinshofer-Route
Die Westseite des Nanga Parbat wurde durch die oben genannte Expedition 1962 (Basislager auf ungefähr 4100 m) erstmals über die Kinshofer-Route (heutiger Normalweg) nicht direkt, sondern auf der linken (nördlichen) Seite der Wand durchstiegen. Gegen Ende vereinte sich Kinshofers Weg an der Bazhinscharte mit der Buhlroute, der Gipfel wurde über die Nordschulter erreicht. Inzwischen wird von der Bazhin-Mulde aus in die westliche Gipfelwand gequert, der Gipfel wird direkt (ohne die Nordschulter zu traversieren) erklommen. Die Diamirwand ist stark von Hängegletschern mit riesigen Séracs durchsetzt und insgesamt extrem lawinengefährdet. Die sogenannte Mummery-Rippe liegt im zentralen Wandteil und bietet teilweise Schutz vor Lawinen, ist aber aufgrund ihrer extremen Steilheit kaum zu bezwingen.

#### Diama-Gletscher
Nordwestroute auf der linken Seite der Diamirflanke. Erstmals 1990 versucht und auch von Messner erfolglos im Jahre 2000 angegangen. Eine österreichische Kleinexpedition versuchte Juni/Juli 2008 den Aufstieg über den Diama-Gletscher. Die Bergsteiger erreichten eine Höhe von 7750 m und schafften damit vermutlich die erste erfolgreiche Durchsteigung des Diama-Gletschers in der Nordwestflanke des Nanga Parbat bis auf einen Sattel unter dem Nordgipfel.

### Rupalwand

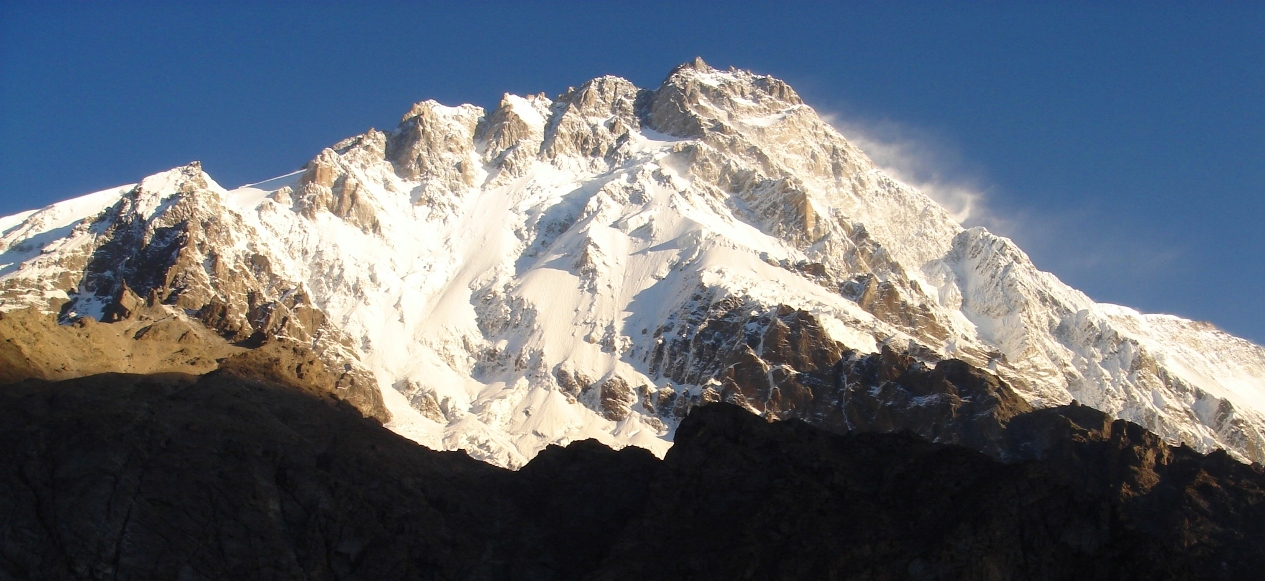
Rupalflanke von Südwesten

4500 m hoch und nach Süden hin gerichtet, an der rechten Seite vom mächtigen Südostpfeiler begrenzt, ist sie die höchste Steilwand der Erde. Über die sogenannte Direttissima, die 1963 von Karl Herrligkoffer entdeckt und in den Jahren 1964 und 1968 bis in eine Höhe von etwa 7100 m erkundet worden war, wurde die Rupalwand im Jahr 1970 von den Brüdern Günther und Reinhold Messner erstbegangen. Herrligkoffer war dabei erneut Expeditionsleiter.
Die Direttissima ist extrem steil in der Falllinie des Gipfels und weist im oberen Teil Schwierigkeiten wie die Merkl-Rinne (7350 m) oder das Welzenbach-Eisfeld auf.

#### Schellroute
Ein anderer Weg, der 1976 von einer Kleinstexpedition (vier Bergsteiger und ein Arzt) unter der Leitung von Hanns Schell auf der westlichen Wandseite begangen wurde, führt auf den Südwestgrat (Mazeno-Grat) und über die Mazenoscharte schließlich auf den Gipfel. Die vier Erstbegeher bezeichneten diese „Schellroute“ als sichersten und leichtesten Weg zum Gipfel.

#### Südostpfeiler
Rechts der Direttissima in der Rupalwand gelegen und 1982 erstbegangen.
Die erste vollständige Durchsteigung gelang 1982 dem Schweizer Ueli Bühler. Er erreichte als erster den Südgipfel des Nanga Parbat und zog sich dabei schwere Erfrierungen an Händen und Füßen zu.